# Prvački trofej 1995. (hokej na travi)
17. Prvački trofej se održao 1995. godine.

## Mjesto i vrijeme održavanja
Održao se od 23. rujna do 1. listopada 1995.
Utakmice su se igrale na Olimpijskom stadionu u Berlinu, u Njemačkoj.

## Sudionici
Sudjelovali su domaćin Njemačka, branitelj naslova Pakistan, Australija,  Nizozemska, Engleska i Indija.

### Nizozemska
```
Vratari

 
Ronald Jansen
             
Hockeyclub 's-Hertogenbosch

 
Rolf Peters
               
HC Klein Zwitserland

Obrana

 
Maurits Crucq
             
HC Klein Zwitserland
 
 
Sander van Heeswijk
       
Oranje Zwart

 
Leo Klein Gebbink
         
Kampong
 
 
Erik Jazet
                
HC Bloemendaal

 
Wouter van Pelt
           
HDM

 
Bastiaan Poortenaar
       
HC Klein Zwitserland
 

Vezni red

 
Marc Delissen
 (kapetan)   
HGC

 
Jacques Brinkman
          
Amsterdam

 
Jeroen Delmee
             
HC Tilburg

 
Stephan Veen
              
HGC

Navala

 
Piet-Hein Geeris
          
HC Tilburg

 
Taco van den Honert
       
Amsterdam

 
Teun de Nooijer
           
HC Bloemendaal

 
Remco van Wijk
            
HC Bloemendaal

Trener:
                    
Roelant Oltmans

Pomoćni trener:
            
Bert Bunnik

Menedžer:
                  Koos Formsma

Liječnik:
                  Rob Feenstra

Fizioterapeut:
             Maarten van Dunné
```

## Natjecateljski sustav
Igralo se po jednostrukom ligaškom sustavu. Za pobjedu se dobivalo 2 boda, za neriješeno 1 bod, a za poraz nijedan bod. 
Nakon ligaškog dijela, igralo se za poredak. Prvi i drugi na ljestvici su doigravali za zlatno odličje, treći i četvrti za brončano odličje, a peti i šesti na ljestvici za 5. i 6. mjesto. 6. je ispadao u niži natjecateljski razred.

## Rezultati

### Prvi dio
```
* Pakistan - Australija            3:3
* Njemačka - Indija                0:0
* Nizozemska - Engleska            2:1
```

```
* Australija - Indija              6:2
* Nizozemska - Njemačka            0:3
* Pakistan - Engleska              1:0
```

```
* Nizozemska - Australija          0:1
* Njemačka - Engleska              2:0
* Nizozemska - Pakistan            2:0
```

```
* Indija - Engleska                1:1
* Pakistan - Indija                2:1
* Njemačka - Australija            0:0
```

```
* Nizozemska - Indija              2:1
* Australija - Engleska            1:1
* Njemačka - Pakistan              1:0
```

### Poredak nakon prvog dijela
```
 1. 
 Njemačka          5      3     2     0     ( 6: 0)     
8

 2. 
 Australija        5      2     3     0     (11: 6)      
7

 
 3. 
 Nizozemska        5      3     0     2     ( 6: 6)      
6

 
 4. 
 Pakistan          5      2     1     2     ( 6: 7)      
5

 
 5. 
 Engleska          5      0     2     3     ( 3: 7)      
2

 
 6. 
 Indija            5      0     2     3     ( 5:11)      
2
```

### Doigravanje
Susreti su se igrali 1. listopada 1995.
- za 5. mjesto

 Indija -  Engleska 2:2 (6:5 raspucavanjem)
- za brončano odličje

 Pakistan -  Nizozemska 2:1 
- za zlatno odličje

 Njemačka -  Australija 2:2 (4:2 raspucavanjem)

## Završni poredak
| Mj. | Momčad     |
| --- | ---------- |
| 1.  | Njemačka   |
| 2.  | Australija |
| 3.  | Pakistan   |
| 4.  | Nizozemska |
| 5.  | Indija     |
| 6.  | Engleska   |

| Pobjednici             |
| ---------------------- |
| Njemačka Šesti naslov* |

- uključeni i naslovi osvojeni kao SR Njemačka

## Najbolji sudionici
| Najbolji strijelac         |
| -------------------------- |
| Stephen Davies (4 pogotka) |

## Vanjske poveznice
- Rezultati sa Sports123.com   Arhivirana inačica izvorne stranice od 5. prosinca 2008. (Wayback Machine)